# Pressupostos Generals de l'Estat espanyol per al 2018
Els Pressupostos Generals de l'Estat espanyol per al 2018 van ser el conjunt de comptes públics elaborats pel Govern d'Espanya per a l'exercici econòmic de l'any 2018. Van ser presentats pel Govern de Mariano Rajoy i aprovats per les Corts Generals el 28 de juny de 2018. La llei va ser publicada al Butlletí Oficial de l'Estat el 4 de juliol.

## Context
Els pressupostos del 2018 van ser els darrers aprovats pel Govern del Partit Popular abans de la moció de censura que el va destituir al juny del mateix any. Es van presentar amb retard a causa del context polític derivat de la situació a Catalunya i les dificultats per obtenir suports parlamentaris. Tot i això, el Govern va aconseguir els vots necessaris gràcies, entre altres, al suport del Partit Nacionalista Basc (PNB).
El projecte va ser aprovat en ple procés de canvi de lideratge polític. Pocs dies després de la seva aprovació definitiva al Senat, el Congrés va destituir Mariano Rajoy i va nomenar president del Govern a Pedro Sánchez, del Partit Socialista Obrer Espanyol.

## Procés d'aprovació
El Consell de Ministres va aprovar el projecte de pressupostos el 27 de març de 2018. El ministre d'Hisenda, Cristóbal Montoro, el va presentar al Congrés dels Diputats el 3 d'abril. Després de negociacions amb diverses forces polítiques, el projecte va ser aprovat al Congrés el 23 de maig amb 176 vots a favor i 171 en contra.
Posteriorment, el Senat va ratificar el text el 28 de juny sense introduir esmenes. La llei es va promulgar i publicar al BOE el 4 de juliol, entrant en vigor amb caràcter retroactiu des de l'1 de gener de 2018.

## Ingressos previstos
El pressupost contemplava uns ingressos no financers de 233.508 milions d’euros, dels quals:
- 210.015 milions € en impostos.[9]
- 82.056 milions € en IRPF.[10]
- 70.405 milions € en IVA.[11]
- 23.577 milions € en Impost de societats.[12]
- 19.492 milions € en cotitzacions socials.[13]
- 3.981 milions € en altres ingressos (taxes, dividends, sancions, etc.).[14]

## Despeses previstes
La despesa no financera total ascendia a 273.857 milions €, amb partides destacades com:
- 146.655 milions € en despesa social.[16]
- 139.647 milions € en pensions i prestacions per atur i ajudes familiars.[17]
- 8.453 milions € per al Ministeri de Defensa.[18]
- 7.044 milions € en Inversió pública.[19]
- 32.171 milions € per al pagament d'interessos del deute públic.[20]

## Dèficit i previsions
El Govern va fixar l’objectiu de reduir el dèficit públic al 2,2 % del PIB, una baixada respecte al 3,1 % de 2017. El creixement econòmic previst per al 2018 era del 2,7 %, en un context de sortida de la crisi financera i moderació de l'atur.

## Reaccions
- El Partit Socialista Obrer Espanyol va votar en contra dels pressupostos, però un cop al Govern, al juny, els va mantenir en vigor durant tot l’exercici.[23]
- Ciutadans va donar suport als pressupostos a canvi de concessions en matèria fiscal i d'infraestructures.[24]
- El PNB va justificar el seu suport com una mesura per garantir l'estabilitat econòmica, tot i rebre crítiques per donar suport a uns comptes del PP després de l'aplicació de l’article 155 a Catalunya.[25]